# 현정 (희극인)
현정(본명: 박현정, 1986년 9월 16일~)은 대한민국의 개그우먼이다.

## 출연 작품
- 《코미디에 빠지다》(MBC)
- 《코미디의 길》(MBC)
- 뮤직 코믹쇼(MBC MUSIC)
- 스마일킹(코미디 TV)